# يان بيبي
يان بيبي (بالإنجليزية: Ian Bibby) (و. 1986  م) هو راكب دراجة هوائية بريطاني، ولد في برستون.

## سباقات أو مراحل فاز بها
| التاريخ        | السباق                        | المركز                                 |
| -------------- | ----------------------------- | -------------------------------------- |
| 03 مايو 2015   | طواف يوركشاير 2015            | الثاني في تصنيف الجبال                 |
| 13 سبتمبر 2015 | طواف بريطانيا 2015            | الرابع في تصنيف الجبال                 |
| 03 يناير 2017  | Bay Cycling Classic 2017      | الفائز في التصنيف العام                |
| 04 مارس 2017   | بوريك تروفي 2017              | المركز الثالث                          |
| 12 مارس 2017   | إستريان سبرينغ تروفي 2017     | المركز الثاني                          |
| 09 يوليو 2017  | 2017 Velothon Wales           | الفائز في التصنيف العام                |
| 10 سبتمبر 2017 | طواف بريطانيا 2017            | السادس في تصنيف الجبال                 |
| 21 يناير 2018  | طواف نيوزيلندا الكلاسيكي 2018 | الفائز حسب ترتيب السرعة، المركز الثاني |
| 06 مايو 2018   | طواف يوركشاير 2018            | السادس في التصنيف العام                |

## روابط خارجية
- يان بيبي على موقع الاتحاد الدولي للدراجات (الإنجليزية)
- يان بيبي على موقع أرشيف الدراجات (الإنجليزية)
- يان بيبي على موقع إحصائيات الدراجات الإحترافية (الإنجليزية)
- يان بيبي على موقع نسبة الدراجات (الإنجليزية)